# Martinet gorja-roig
El martinet gorja-roig o martinet gola-roig (Egretta vinaceigula) és una espècie d'ocell de la família dels ardèids (Ardeidae) que viu en zones de pantans i canyars del sud de la República Democràtica del Congo, Zàmbia i Zimbàbue, si bé només cria actualment al nord de Botswana i nord-est de Namíbia.